# FC Viktoria 1889 Berlin
Maillots
Le FC Viktoria 1889 Berlin est un club allemand de football basé à Berlin. Fondé en 2013, il est né de la fusion du Lichterfelder FC Berlin et du BFC Viktoria 1889.

## Histoire

### Un nouveau club issu d'une fusion (2013)
Une première fusion entre le BFC Viktoria 1889 et le LFC Berlin échoue en 2002, mais en 2013 les deux clubs reprennent contact, la fusion s'opère le 30 juin 2013. Le club se nomme FC Viktoria 1889 Berlin et reprend les couleurs du BFC Viktoria 1889, le bleu ciel, que l'on retrouve majoritairement dans le logo seul un trait rouge rappelle les couleurs du LFC Berlin.

### Début en Regionalliga (2013-2021)
Le club évolue en quatrième division, en 2018 à cause d'un investisseur chinois qui reprend le club, le FC Viktoria a failli disparaître. Il parvient à se sauver mais doit vendre une partie de son effectif. Après la saison 2020-2021, interrompue puis annulée à cause de la pandémie de Covid-19, le club est promu en troisième division après avoir été en tête du championnat avec onze matchs et onze victoires.

### Montée en 3. Liga (2021-2022)
Lors de sa première saison en troisième division, le Viktoria Berlin créé la surprise en se trouvant dans le haut du classement, étant même leader lors de trois journées. Ensuite le club s'établit au milieu du classement terminant les matchs aller à la 11e place. Après cinq défaites d'affilée  en février 2022, le club change d'entraineur, Farad Toku prend l'équipe en main le 3 mars, mais ne pourra redresser la situation. Avec une défaite à domicile lors de la dernière journée le club est relégué.